# ナビ家電
株式会社ナビ家電（ナビかでん、Navi-kaden Co., Ltd.）は、東京都台東区に本社を置く、カーナビ・PC・カメラ・レンズなど新品家電のリサイクル販売を行っている企業（古物商）。

## 概要
2008年8月に設立。「ナビ家電」の由来は、カーナビのナビと家電を組み合わせナビ家電となった。設立から2013年にかけては、日本国内のカーナビ市場が最盛期を迎え、買取台数も増加した。2013年以降は新品家電に対象を広げている。
2017年時点では年商は17億円。基本的に未使用品のみを取り扱う。